# Kernkraftwerk Higashidōri

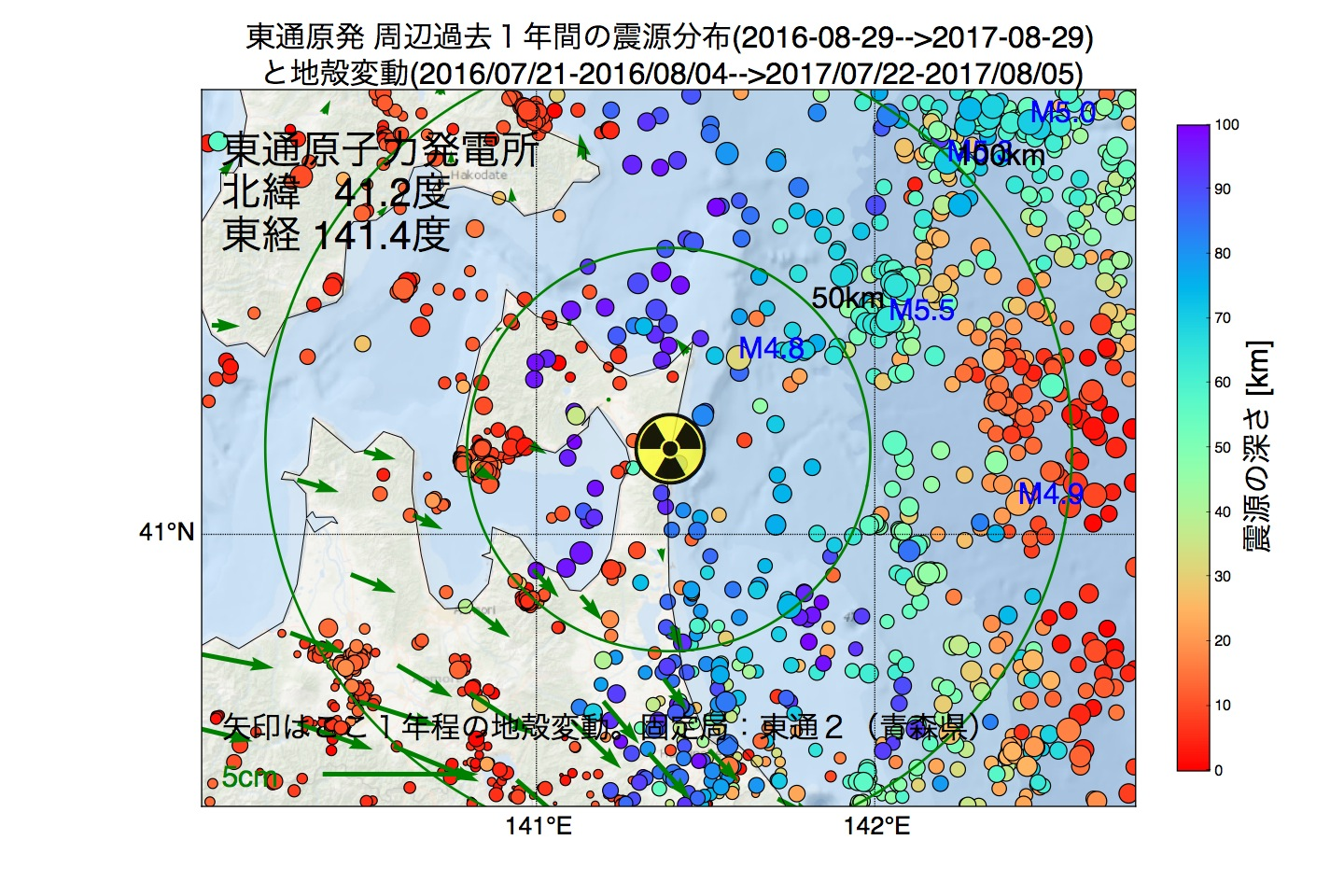
Verteilung seismischer Quellen und Krustenbewegungen im Jahr 2016 rund um das Kernkraftwerk

Das Kernkraftwerk Higashidōri (jap. 東通原子力発電所, Higashidōri genshiryoku hatsudensho) ist auf der östlichen Seite der Halbinsel Shimokita in der Gemeinde Higashidōri in der japanischen Präfektur Aomori gelegen. Die 3,58 km2 große Anlage ist seit 2005 am Netz und im Besitz des Unternehmens Tōhoku Denryoku.
Der von Toshiba gebaute Siedewasserreaktor-Reaktor ist nach den Erfahrungen mit Onagawa-3 entstanden und ging im Jahre 2005 in Betrieb. Tohoku plante einen weiteren Reaktor vom Typ ABWR mit 1.385 MW Bruttoleistung.
Auf einem benachbarten, 4,5 km2 großen Gelände wollte auch Tōkyō Denryoku (TEPCO) zwei 1,385-MW-Reaktoren vom Typ ABWR als Kernkraftwerk Tokyo/Higashi-Dori errichten. Mit dem Bau des ersten Blocks wurde im Januar 2011 begonnen. Nach der Nuklearkatastrophe von Fukushima stellte TEPCO die Arbeiten ein.
Am 1. Dezember 2011 meldete die Yomiuri Shinbun, TEPCO gebe den Weiterbau von Block 1 aus Geldmangel ganz auf, das Unternehmen dementierte diese Meldung jedoch. Im Juni 2012 waren die Tepco-Reaktoren nicht mehr im PRIS, aber im März 2014 noch bei der WNA aufgeführt, laut WNA ist der Weiterbau zurückgestellt.

## Daten der Reaktorblöcke
Das Kernkraftwerk Higashidōri hat einen Block:
| Reaktorblock           | Reaktortyp         | Netto- leistung | Brutto- leistung | Baubeginn  | Netzsyn- chronisation | Kommer- zieller Betrieb | Abschal- tung                     |
| ---------------------- | ------------------ | --------------- | ---------------- | ---------- | --------------------- | ----------------------- | --------------------------------- |
| Higashidōri-1 (Tōhoku) | Siedewasserreaktor | 1067 MW         | 1100 MW          | 07.11.2000 | 09.03.2005            | 08.12.2005              | Seit 2/2011 im Langzeitstillstand |